# Gaceta de Madrid
La Gaceta de Madrid, també Gazeta de Madrid, o simplement la Gaceta va ser una publicació periòdica editada a la capital espanyola de Madrid des de 1661 fins al 1939. Originalment concebuda com una gaseta d'informació general, assumiria el paper de diari oficial del Regne d'Espanya al cap d'unes dècades. Fou substituïda, a la pràctica, pel Butlletí Oficial de l'Estat després de la victòria del bàndol nacional a la Guerra Civil Espanyola.
Durant el segle XVII la impremta va propiciar el naixement de nombrosos butlletins o gasetes arreu d'Europa; aquestes publicacions sorgiran de mans de la iniciativa privada i amb un contingut estrictament informatiu. Al Principat de Catalunya, domini de la monarquia hispànica, apareixerà la Gazeta de Barcelona (1641). Al Regne de Castella aquest fenomen es concreta en la creació, al febrer de 1661, de la Relación o Gaceta de algunos casos particulares, así políticos como militares, sucedidos en la mayor parte del mundo hasta fin de 1660, convertint-se en el primer periòdic d'informació general publicat al regne.
La Gaceta, en el moment del seu naixement, estava dirigida i administrada des de la iniciativa privada. Aquesta circumstància varia per complet durant el regnat de Carles III d'Espanya, qui, en 1762, decideix atorgar a la Corona el privilegi d'imprimir la Gaceta. D'aquesta manera, la publicació passa a convertir-se en un mitjà d'informació oficial que reflecteix els criteris i decisions de Govern.
Posteriorment, per la reial ordre circular de Govern dirigida a totes les autoritats del regne de 22 de setembre de 1836, s'estableix que els decrets, ordres i instruccions que dicti el Govern es consideraran d'obligació des del moment en què siguin publicats a la Gaceta. D'aquesta manera, la Gaceta passava a convertir-se en un òrgan d'expressió legislativa i reglamentària, característica que conservarà fins al final.
Pel que fa a l'estructura de la Gaceta, és el 1886 quan s'estableix que la publicació només contindrà documents d'interès general (lleis, decrets, sentències dels tribunals, contractes de l'administració pública, anuncis oficials, entre d'altres); així mateix s'estableix un ordre de preferència en la publicació de les disposicions que atén a criteris d'urgència i un ordre de prioritat de la inserció de documents: lleis, reials decrets, reials ordres. Finalment, es prescriu que, dins de cada secció, l'ordre de publicació ha de ser el d'antiguitat dels ministeris, sempre després de la Presidència del Consell de Ministres. Tota aquesta estructura serà perfilada per una Real Ordre de 6 de juny de 1909.
Pel que fa a la denominació, prèviament havia rebut noms com Gazeta nueva de los sucesos políticos y militares (1661-1662), Gaceta ordinaria de Madrid (1667-1680) o Nuevas ordinarias de los sucesos del Norte (1683-1697). en 1697 va començar a publicar-se com Gaceta de Madrid, nom que mantindria, amb transitoris canvis de denominació, fins entrat el segle xx. Cal ressaltar que en determinats moments històrics van conviure, alhora, diversos diaris oficials amb diverses denominacions.
El 1936 després de l'esclat de la Guerra Civil, va adoptar el títol Gaceta de la República: Diario Oficial el novembre d'aquell any. Aquesta publicació seria substituïda després de la fi del conflicte pel Butlletí Oficial de l'Estat, que s'havia començat a publicar el 2 d'octubre a la zona revoltada després d'una etapa prèvia sota el títol Boletín Oficial de la Junta de Defensa Nacional.
| - Període amb nombrosos canvis de nom, 1661 a 1697. - Gaceta de Madrid, de 1697 a 31 de març de 1934. - Gazeta Ministerial de Sevilla, de 1 de juny de 1808 a 10 de gener de 1809. - Gaceta del Gobierno, de 6 de gener de 1809 a 29 de agosto de 1809. - Gazeta de la Regencia de España e Indias, de 13 de març de 1810 a 25 de gener de 1812. - Gazeta de la Regencia de las Españas, de 28 de gener de 1812 a 10 de maig de 1814. - Gazeta de Madrid baxo el Gobierno de la Regencia de las Españas, de 17 de agosto de 1812 a 30 de desembre de 1813. - Gaceta del Gobierno, de 1 de juliol de 1820 a 11 de març de 1821. | - Gazeta Española, de 11 de abril de 1823 a 3 d'octubre de 1823. - Gaceta de Madrid: Diario Oficial de la República, de 1 de abril de 1934-8 de novembre de 1936. - Boletín Oficial de la Junta de Defensa Nacional de España, de 25 de juliol de 1936 a 2 d'octubre de 1936. - Boletín Oficial del Estado de 2 d'octubre de 1936 a 27 de febrer de 1961. - Gaceta de la República: Diario Oficial, de 10 de novembre de 1936 a 28 de març de 1939. |